# 9706 Бума
9706 Бума (9706 Bouma) — астероїд головного поясу.
Тіссеранів параметр щодо Юпітера — 3,243.